# Роберт Веґнер
Роберт Веґнер (пол. Robert M. Wegner), справжнє ім'я невідоме — польський письменник-фантаст, який пише під цим псевдонімом та проживає і працює у Сілезькому воєводстві. Найвідоміший своїм циклом творів про вигадану країну Меехан, за який він отримав 5 нагород престижної польської літературної премії імені Януша Зайделя та низку інших нагород.

## Біографія
Згідно з інтерв'ю, яке Роберт Веґнер дав російському сайту «Мир фантастики», він з дитинства полюбляв читати фантастичну літературу, яку дістати в соціалістичній Польщі було дуже важко. З прочитаної в дитинстві літератури він особливо виділяє твори Толкіна та Зайделя. Пізніше, після відновлення у Польщі вільноринкової економіки, в продажу з'явилась велика кількість фантастичних творів, переважно американських авторів, проте їх якість не завжди була високою. Пізніше майбутній письменник сам вирішив спробувати писати фантастичні твори, два з яких він відразу віддав до редакції журналу. Одне з них, науково-фантастичне оповідання «Останній політ Нічного Ковбоя» (пол. Ostatni lot Nocnego Kowboja) було опубліковане в 2002 році, а друге, фентезійне оповідання, яке було фактично першим з циклу про Меехан, редактор журналу просто загубив, і знайшов лише через кілька років. Після цього Веґнер написав кілька науково-фантастичних та фантастичних творів, оскільки вирішив, що фентезійне оповідання було низької якості. За кілька років він із здивуванням випадково помітив у журналі своє фентезійне оповідання, і після розмови з редактором журналу він вирішив продовжувати фентезійний цикл про країну Меехан. На час публікації свого першого фентезійного оповідання Веґнер перебрався до Сілезії за побажанням своєї дружини, яка також не є уродженкою цього краю. На час публікації першого фентезійного оповідання письменник уже думав займатися лише виключно своєю основною роботою, так що ця публікація дала йому мотивацію для продовження заняття літературною діяльністю. За словами письменника, які він говорив у одному з інтерв'ю, він не розкриває свого імені (хоча всюди показує своє обличчя) лише з цієї причини, що воно є задуже звичайним.

## Літературна творчість
Першою публікацією Роберта Веґнера стало науково-фантастичне оповідання «Останній політ Нічного Ковбоя» (пол. Ostatni lot Nocnego Kowboja), після чого він написав ще кілька науково-фантастичних оповідань. Проте найбільшу популярність письменнику приніс цикл фентезійних творів про вигадану країну Меехан під назвою «Оповістки з Меекханського прикордоння». (пол. Opowieści z meekhańskiego pogranicza). Першою книгою із серії про Меекхан стала збірка оповідань «Оповістки з Меекханського прикордоння. Північ—Південь» (пол. Opowieści z meekhańskiego pogranicza. Północ–Południe), опублікована в 2009 році. Наступною книгою із цієї серії стала збірка оповідань «Оповістки з Меекханського прикордоння. Схід—Захід» (пол. Opowieści z meekhańskiego pogranicza. Wschód – Zachód), опублікована в 2010 році. 2012 року вийшов перший роман із серії про Мееекхан — «Небо зі сталі. Оповістки з Меекханського прикордоння» (пол. Niebo ze stali — Opowieści z meekhańskiego pogranicza). 2015 року вийшов наступний роман із серії про Меекхан — «Пам'ять усіх слів. Оповістки з Меекханського прикордоння» (пол. Pamięć wszystkich słów. Opowieści z meekhańskiego pogranicza). Дія циклу про Меекхан відбувається у вигаданому світі, який за рівнем розвитку приблизно відповідає європейському Середньовіччю, у центрі якої знаходиться могутня імперія Меекхан, якою править імператор і потомственна аристократія, проте важливу роль займають також гільдії магів та чаклунів. Весь цикл про Меехан, із точки зору багатьох літературних критиків та журналістів, відрізняється ретельно виписаною картиною вигаданого світу, а також живим і динамічним стилем Оповістки. Серед інших творів автора можна виділити повість «Ще один герой» (пол. Jeszcze jeden bohater), яку можна віднести як до жанру космічної опери, так і до класичної фентезі, а також оповідання «Найгарніша історія усіх часів» (пол. Najpiękniejsza historia wszystkich czasów) та «Мовчання вівці» (пол. Milczenie owcy), які також написані на стику чистої наукової фантастики і фентезі. на 2017 рік планувалвся вихід наступної книги із циклу про Меекхан. проте видавництво «Powergraph», яке видало всі попередні киги циклу, та сам письменник повідомили про те, що видання цієї книги переноситься на середину 2018 року.

## Нагороди і відзнаки
Роберт Веґнер є п'ятиразовим лауреатом Меморіальної премії імені Януша Зайделя. Уперше він здобув премію в 2009 році за оповідання «Усі ми мееханці» (пол. Wszyscy jesteśmy Meekhańczykami), яке є частиною збірки «Оповіді з мееханського прикордоння. Північ—Південь». У 2012 році він удруге в історії премії отримав у одному році дві нагороди — за найкращий роман «Небо зі сталі. Оповіді про мееханське прикордоння» (пол. Niebo ze stali — Opowieści z meekhańskiego pogranicza), та за найкраще оповідання «Ще один герой» (пол. Jeszcze jeden bohater). За три роки. в 2015 року, він повторив це досягнення, здобувши премію за найкращий роман «Пам'ять усіх слів. Оповіді з мееханського прикордоння» (пол. Pamięć wszystkich słów. Opowieści z meekhańskiego pogranicza), та найкраще оповідання «Мовчання вівці» (пол. Milczenie owcy).
Роберт Веґнер є дворазовим лауреатом Премії «Сфінкс». Уперше письменник здобув премію у 2011 році за оповідання «Найкраще, яке можна купити» (пол. Najlepsze, jakie można kupić) із збірки «Оповіді з мееханського прикордоння. Схід—Захід», а вдруге в 2013 році за роман «Небо зі сталі. Оповіді про мееханське прикордоння» (пол. Niebo ze stali — Opowieści z meekhańskiego pogranicza).
Роберт Веґнер також є дворазовим володарем срібної відзнаки Літературної премії імені Єжи Жулавського — у 2013 році за роман «Небо зі сталі. Оповіді про мееханське прикордоння» (пол. Niebo ze stali — Opowieści z meekhańskiego pogranicza) та в 2016 році за роман «Пам'ять усіх слів. Оповіді з мееханського прикордоння» (пол. Pamięć wszystkich słów. Opowieści z meekhańskiego pogranicza).
У 2014 році на Євроконі Роберт Веґнер здобув спеціальну нагороду «Encouragement Award» для авторів-початківців.

## Переклади
Твори Роберта Веґнера перекладені чеською та російською мовами. 2019 року вийшов переклад першої частини фентезійної серії про Мееханське прикордоння українською мовою.

## Особисте життя
Роберт Веґнер одружений, його дружина є вчителем польської мови, у подружжя є дві дочки.

## Переклади українською
- Роберт Веґнер. Оповістки з меекханського прикордоння. Північ—Південь. Переклад з польської: Сергій Легеза. 2019. Київ: Рідна мова. 520 стор. ISBN 978-966-917-387-4 [16]

## Галерея зображень

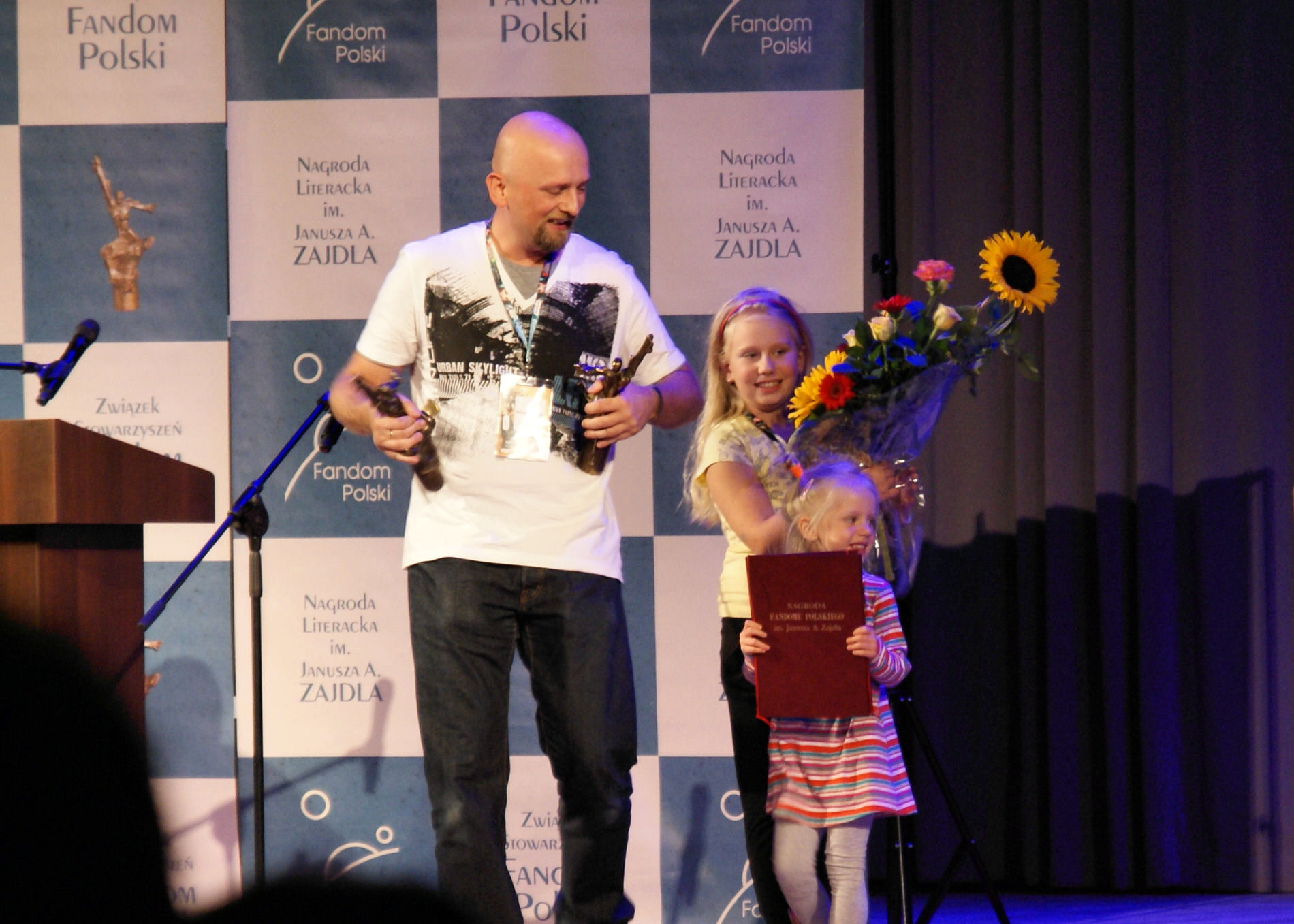
Роберт Веґнер з дочками під час отримання двох премій Зайделя в 2013 році
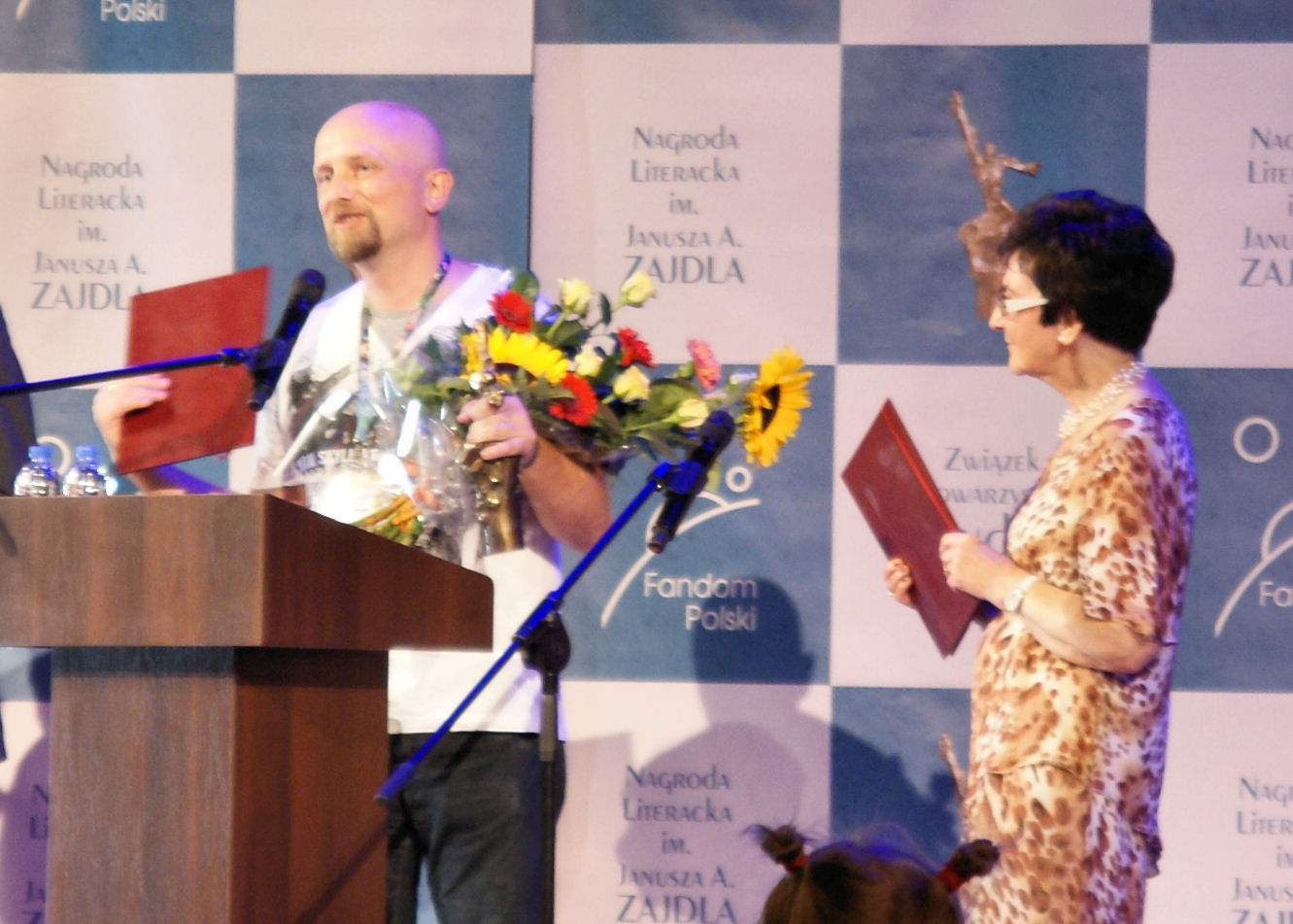
Роберт Веґнер і Ядвіга Зайдель
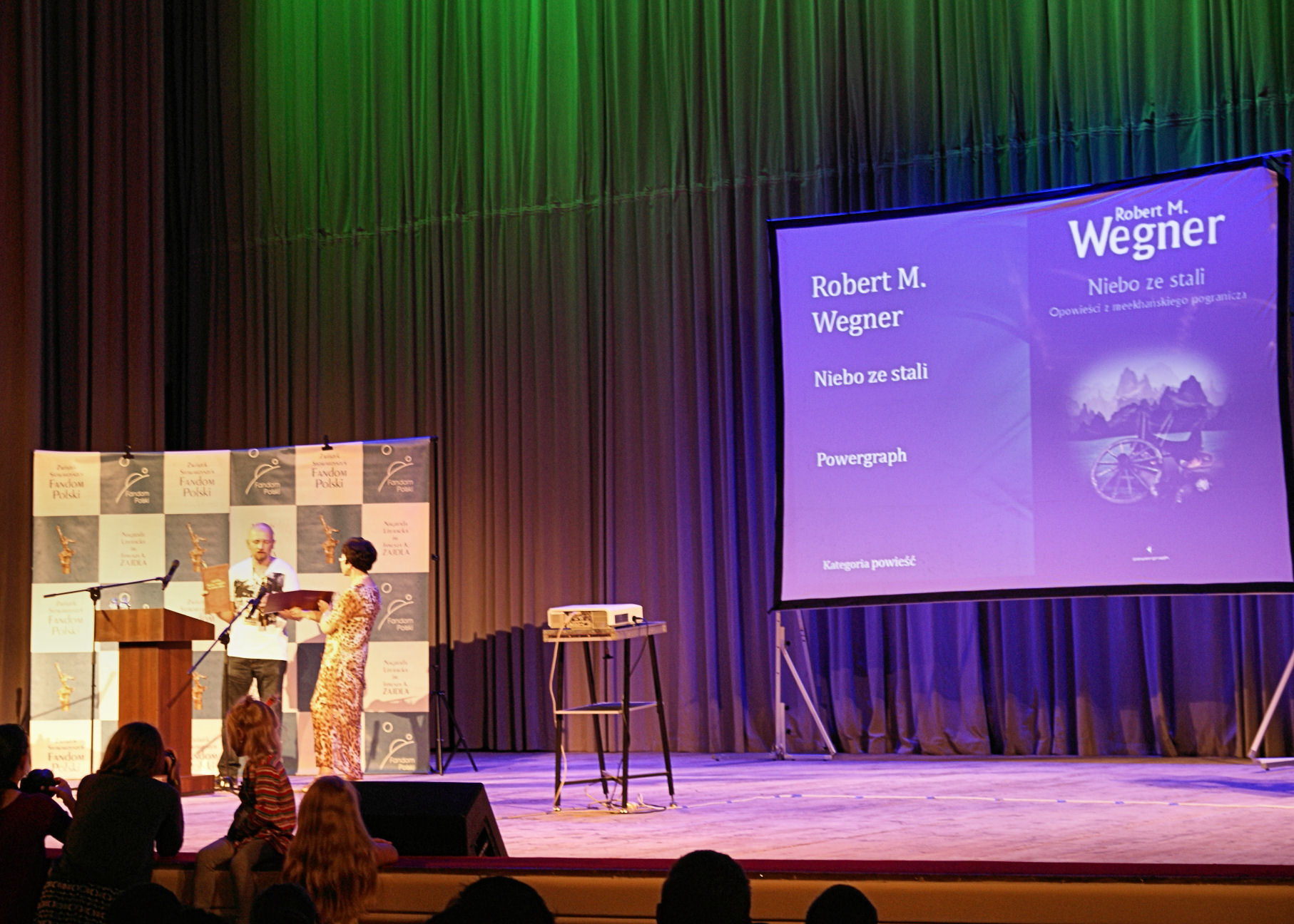
Урочистості з приводу вручення премії Зайделя у Варшаві